# Tour Nuclear
Tour Nuclear fue el nombre de una gira de conciertos del cantante, compositor y músico madrileño Leiva, enmarcado dentro de la promoción de su último disco en el mercado: Nuclear (publicado en marzo de 2019).
Las primeras fechas, que recalan tanto en las principales ciudades españolas como en los principales festivales del país durante todo el 2019, fueron anunciadas en diciembre de 2018 a través de las redes sociales del artista. Más adelante, se confirmó que la gira continuaría hasta bien entrado el 2020. Sin embargo, muchas de esas fechas, en su gran mayoría festivales de música durante la temporada estival, fueron aplazadas y/o en su mayoría canceladas a causa de la pandemia de COVID-19.

## Repertorio
A continuación se expone el repertorio seguido en el concierto celebrado el pasado 30 de diciembre de 2019 en el WiZink Center de Madrid, el cual fue filmado con el nombre Madrid Nuclear.
1. La lluvia en los zapatos.
2. Animales.
3. Guerra mundial.
4. Lobos.
5. Superpoderes.
6. Breaking Bad.
7. A ti te ocurre algo.
8. En el espacio.
9. Nuclear.
10. Electricidad.
11. Como si fueras a morir mañana.
12. Godzilla.
13. Vis a vis.
14. La llamada.
15. Mi pequeño Chernóbil.
16. No te preocupes por mí.
17. Como lo tienes tú.
18. Terriblemente cruel.
19. Estrella polar.
20. Mirada perdida.
21. Sincericidio.
22. Lady Madrid.

## Fechas
| Fecha                    | Ciudad            | País      | Recinto                           |
| ------------------------ | ----------------- | --------- | --------------------------------- |
| 25 de febrero de 2019    | Madrid            | España    | Teatro Maravillas                 |
| 10 de mayo de 2019       | Salamanca         | España    | Multiusos Sánchez Paraíso         |
| 11 de mayo de 2019       | La Coruña         | España    | Coliseum da Coruña                |
| 17 de mayo de 2019       | Murcia            | España    | Cuartel de Artillería             |
| 18 de mayo de 2019       | Albacete          | España    | Caseta de los Jardinillos         |
| 24 de mayo de 2019       | Zaragoza          | España    | Sala Multiusos (Auditorio)        |
| 25 de mayo de 2019       | Barcelona         | España    | Sant Jordi Club                   |
| 26 de mayo de 2019       | Barcelona         | España    | Sant Jordi Club                   |
| 31 de mayo de 2019       | Palma de Mallorca | España    | Son Amar                          |
| 7 de junio de 2019       | Sevilla           | España    | Palacio de los Deportes San Pablo |
| 8 de junio de 2019       | Fuengirola        | España    | Marenostrum Castle Park           |
| 15 de junio de 2019      | Cáceres           | España    | Recinto Hípico de Cáceres         |
| 21 de junio de 2019      | Gijón             | España    | Recinto Ferial Luis Adaro         |
| 22 de junio de 2019      | Baracaldo         | España    | Sala CuBEC!                       |
| 29 de junio de 2019      | Madrid            | España    | WiZink Center                     |
| 30 de junio de 2019      | Madrid            | España    | WiZink Center                     |
| 12 de julio de 2019      | Valencia          | España    | Jardines de Viveros               |
| 19 de julio de 2019      | Vigo              | España    | Auditorio de Castrelos            |
| 19 de agosto de 2019     | El Grove          | España    | Náutico de San Vicente            |
| 5 de septiembre de 2019  | Montevideo        | Uruguay   | La Trastienda                     |
| 7 de septiembre de 2019  | Buenos Aires      | Argentina | Museum Live                       |
| 4 de octubre de 2019     | Granada           | España    | Plaza de Toros de Granada         |
| 5 de octubre de 2019     | Alicante          | España    | Plaza de Toros de Alicante        |
| 11 de octubre de 2019    | Ciudad de México  | México    | El Plaza Condesa                  |
| 18 de octubre de 2019    | Jaén              | España    | Auditorio de La Alameda           |
| 9 de noviembre de 2019   | Valladolid        | España    | Polideportivo Pisuerga            |
| 30 de noviembre de 2019  | Vitoria           | España    | Fernando Buesa Arena              |
| 21 de diciembre de 2019  | Pamplona          | España    | Navarra Arena                     |
| 22 de diciembre de 2019  | Santander         | España    | Palacio de Deportes de Santander  |
| 26 de diciembre de 2019  | Málaga            | España    | Palacio de Ferias y Congresos     |
| 30 de diciembre de 2019  | Madrid            | España    | WiZink Center                     |
| 15 de marzo de 2020      | Ciudad de México  | México    | Foro Sol                          |
| 10 de julio de 2021      | Barcelona         | España    | Parc del Fòrum                    |
| 18 de septiembre de 2021 | Fuengirola        | España    | Marenostrum Castle Park           |
| 8 de octubre de 2021     | Murcia            | España    | Recinto Ferial de la FICA         |
| 31 de octubre de 2021    | Benicasim         | España    | Recinto de Festivales             |